# Fraser Hornby
Fraser David Ingham Hornby (Northampton, 13 settembre 1999) è un calciatore scozzese, attaccante dello Darmstadt.

## Biografia
Suo fratello minore Lewis Hornby è anch'egli un calciatore.

## Carriera

### Club
Nel settembre 2014 Hornby si è unito all'Everton, firmando dal Northampton Town per una quota iniziale di £65,500. Il 6 dicembre 2017 Hornby è stato convocato dalla squadra di prima squadra per la partita di Europa League in trasferta contro l'Apollon Limassol, in cui esordisce giocando titolare.
Hornby è stato ceduto in prestito al club belga del Kortrijk nell'agosto 2019. Il 25 settembre 2019, ha segnato il suo primo gol per il club in una vittoria per 3-1 contro il Seraing nella Coppa del Belgio.
Il 1 luglio 2020 Hornby è stato ceduto in prestito ai francesi del Reims.
Il 1º febbraio 2021 Hornby è stato ceduto in prestito all'Aberdeen per il resto della stagione.
Il 28 luglio 2022 Hornby è stato ceduto in prestio ai belgi dell'Oostende.
Il 5 luglio 2023 viene ceduto a titolo definitivo ai tedeschi Darmstadt 98, neo-promossi in Bundesliga.

### Nazionale
Hornby ha rappresentato le selezioni under-17, under-19 e under-21 della Scozia, realizzando una tripletta per quest'ultima in una vittoria per 3-0 contro l'Andorra il 6 settembre 2018. Cinque giorni dopo ha segnato entrambi i gol nella vittoria per 2-1 contro i Paesi Bassi. Il 13 ottobre 2020, Hornby è diventato il miglior marcatore di sempre per la squadra under-21 scozzese (con 10 gol) realizzando una tripletta contro San Marino.
Convocato per il Torneo di Tolone 2018, gli scozzesi sono stati eliminati dalla Turchia ai rigori e hanno concluso il torneo al quarto posto.